# Heramys
Heramys é um gênero extinto de roedores da família Spalacidae.

## Espécies
- Heramys anatolicus Sarica e Sen, 2003 [Mioceno da Turquia]
- Heramys eviensis Hofmeijer e de Bruijn, 1985 [Mioceno Inferior da Grécia]